# Richard Lesclide
Richard Lesclide, dit le Grand Jacques ou Gabriel Richard ou encore Pierre Richard, né à Bordeaux le 1er décembre 1825 et mort à Paris 1er le 15 mai 1892, est un écrivain, auteur dramatique, journaliste et éditeur français.
Occasionnellement romancier érotique dont le style est qualifié par André Blavier de « libertinage en sourdine », il fut secrétaire de Victor Hugo durant les dix dernières années du maître et, antérieurement, promoteur du vélocipède.
Il est considéré, entre autres par Michael Pakenham, comme l'un des éditeurs ayant permis l'émergence du livre d'artiste.

## Biographie

### Écrivain et homme de presse

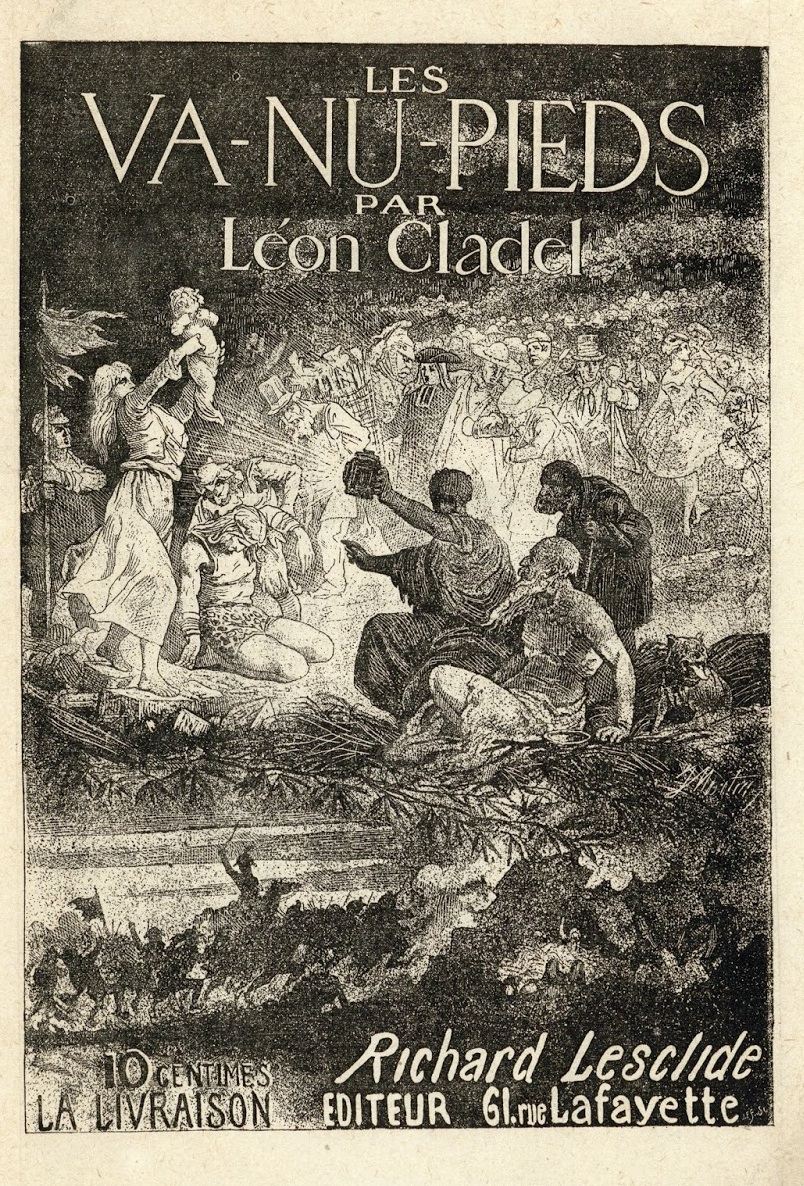
Prospectus pour Les Va-nu-pieds de Léon Cladel.

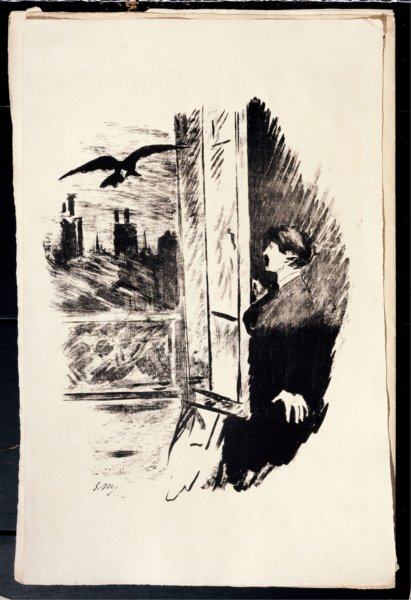
Eau-forte d'Édouard Manet illustrant Le Corbeau d'Edgar Allan Poe, traduit par Stéphane Mallarmé et publié par Richard Lesclide en 1875.

Richard Lesclide fait jouer sa première pièce à Bordeaux en 1843, alors qu'il est encore adolescent. Son condisciple de pension, Charles Monselet, avec lequel il écrit deux autres pièces, l'introduit dans le monde littéraire parisien et lui fait connaître Henry Murger, Jules Janin, Champfleury, Aurélien Scholl, Charles Asselineau, Théophile Gautier, Théodore de Banville. Il publie en 1851 un premier recueil de nouvelles, Voyage autour de ma maîtresse, et collabore en tant qu'éditeur à l'Almanach des gourmands de Charles Monselet et à La Parodie d'André Gill. Rédacteur au Petit Journal, il y organise les messageries. Il publie en 1869 un Manuel du vélocipède et fonde la même année Le Vélocipède illustré, puis en 1870 Le Ballon poste, journal du siège de Paris (22 numéros, du 30 octobre 1870 au 29 janvier 1871).
À ces publications éphémères succèdent plusieurs revues littéraires et artistiques. L'une d'elles, Paris à l'eau-forte, créée en 1873 avec  Frédéric Régamey, est associée à une maison d'édition, La Librairie de l'eau-forte, qui publie, outre des gravures, des auteurs tels que Verlaine, Rimbaud, Mallarmé, Villiers de L'Isle-Adam, ou encore Germain Nouveau. Vers 1875, il devient le secrétaire bénévole de Victor Hugo pour lequel il est conduit à transcrire La Légende des siècles. Sur l'exemplaire qu'il lui dédie, Victor Hugo écrit :

« M. Richard Lesclide est un monsieur charmant, compliqué d'un cœur excellent. Cela l'entraîne à des imprudences. Il m'a vu un jour embarrassé du manuscrit de La Légende des Siècles, et hésitant à le livrer à l'imprimerie sans copie, il m'offrit d'en faire la copie. Il fallait une discrétion absolue et un dévouement infatigable. Il a eu toutes ces vertus, et j'en ai abusé. C'est grâce à sa bonne volonté cordiale et exquise que ce livre a pu paraître à jour fixe, le 26 février 1877, en même temps que la première heure de ma soixante-seizième année. »

À la mort du maître en 1885, Lesclide fait paraître Propos de table de Victor Hugo, recueil de souvenirs auquel son nom reste le plus souvent associé. Les interrogations qui subsistaient sur la vie et les œuvres de Richard Lesclide ont été levées par la biographie que Jacques Seray lui a consacré en 2009.
Sa seconde femme, qu'il a épousée en 1890, Juana Richard Lesclide dit « Jean de Champeaux » (1866-1951), poète, écrivain et bibliothécaire de la maison de Victor Hugo, écrira un Victor Hugo intime en s'inspirant des souvenirs de son mari.

### «La diligence de Lyon»
De toute la production théâtrale et romanesque de Lesclide, seule a survécu La Diligence de Lyon, parue pour la première fois en 1882. Il s'agit selon André Blavier d'un « divertissement littéraire de qualité », bâti « sur le modèle après tout classique de la quête, de la recherche d’un absolu, à travers faux pas, espoirs déjoués et esquives, épreuves et tribulations. » La trame en est une légende — ou une plaisanterie — qui circulait alors dans les milieux libertins : un jeune homme se voit proposer par une femme de mœurs légères une position sexuelle insolite, aussi affriolante que mystérieuse. Dans un premier temps, il refuse ; lorsqu'il se ravise, la belle a disparu. Commence alors une longue quête qui le conduit de ville en ville pour tenter d'assouvir un fantasme devenu obsession.
Tout le piquant du récit vient de ce que « la diligence de Lyon » — nom de la position sexuelle tant convoitée — n'est jamais décrite, alors que d'autres auteurs ont prétendu en connaître le secret. Verlaine en fait mention dans son Album zutique. Alfred Delvau, qui lui consacre un article dans son Dictionnaire érotique moderne, croit savoir qu'il s'agit d'une posture où la femme chevauche l'homme en « s'embrochant sur le pivot naturel ». Alors, « elle fait comme le postillon sur un des chevaux des anciennes diligences de Lyon » et « elle va de plus en plus fort, comme si la diligence parcourait un chemin raboteux ». Aux détails explicites donnés par Delvau, Blavier oppose la langue et le style de Lesclide, où « le plaisir du récit réside en effet en sa constante ambigüité ».

### L'amour du vélocipède
Richard Lesclide fut l'un des grands promoteurs du vélocipède à la fin du XIXe siècle, à travers la création de la revue Le Vélocipède illustré (1869), l'écriture d'essais sur le cyclisme sous le pseudonyme de Jacques Le Grand (Le Manuel du vélocipède en 1869, le Tour du monde en vélocipède en 1870) mais aussi l'organisation de compétitions sportives. Il modernise d'ailleurs les courses cyclistes autrefois cantonnées aux pistes intérieures en organisant en 1868 la première course extérieure dans le parc Saint-Cloud.

## Publications
Romans et contes
- Voyage autour de ma maîtresse, 1851
- Contes bleus et roses pour l'amusement des grands et des petits enfants, par Gabriel Richard et Charles Monselet, 1866
- Le Tour du monde en vélocipède, illustré par Félix Régamey, 1869
- Mémoires des Frères Hanlon Lees, préfacé par Théodore de Banville et illustré par Frédéric Régamey, 1880.
- La Diligence de Lyon, Kistemaeckers, 1882 (rééditions : Dentu, 1890), illustrations de Fernand Auguste Besnier Texte en ligne
- La Femme impossible, 1883
- Le Dernier Scapin, 1884
- Contes extragalants, Dentu, 1886 (illust. de Gustave Fraipont)
- La Divine Aventure, avec Catulle Mendès, 1881. Réédité sous le titre : Les véritables mémoires de Cagliostro, 1892

Souvenirs
- Propos de table de Victor Hugo, 1885. Réédité sous le titre : Victor Hugo chez lui, Raymond Castells, 1998. Texte en ligne

Cyclisme
- Manuel du vélocipède, 1869
- Le Tour du monde en vélocipède (sous le pseudonyme de Jacques le Grand), 1870. Disponible gratuitement en EPUB et PDF sur Bibliothèque TV5 Monde.

Créations de presse
- La Semaine théâtrale. Rédacteur en chef : Charles Monselet. Première parution : hiver 1851.
- L'Album de l'Exposition illustrée. Histoire pittoresque de l'Exposition universelle de 1867. Trente-deux livraisons hebdomadaires parues à compter de février 1867.
- La Mère Gigogne et le Petit Poucet réunis : journal illustré dédié aux enfants bien sages. Directeur : Gabriel Richard. Première parution : 1867. Absorbe la même année Le Petit Poucet, journal des petits garçons, Le Petit Chaperon rouge, journal des petites filles et Le Petit Événement, journal populaire illustré des enfants.
- Le Vélocipède illustré. Première parution : 1er avril 1869.
- Le Ballon-Poste, journal du siège de Paris, publié pour les départements. Directeur gérant : Gabriel Richard. Première parution : 30 octobre 1870.
- La Renaissance artistique & littéraire. Fondé avec Émile Blémont et Jean Aicard, Lesclide est administrateur. Première parution : 1872.
- Paris à l'eau-forte : journal hebdomadaire d’actualité, de curiosité, de fantaisie, illustré d'eaux-fortes. Rédacteur en chef : Richard Lesclide. Directeur des eaux-fortes : Frédéric Régamey. Première parution : avril 1873.
- La République des Lettres. Première parution : 1875.

Théâtre
- Lucrèce, ou la Femme sauvage, parodie en 1 acte et en vers de la Lucrèce de François Ponsard, avec Charles Monselet, Bordeaux, Théâtre des Variétés, 7 octobre 1843
- Ariel, drame fantastique en 3 actes et 1 prologue, avec chœurs, avec Charles Monselet, 1845
- Les Trois Gendarmes, parodie en 1 acte et en vers des Mousquetaires d'Alexandre Dumas et Auguste Maquet, avec Charles Monselet, 1845 Texte en ligne
- Le Diable au Havre, grande revue-féerie en 4 actes et 5 tableaux, avec Louis Péricaud, Théâtre du Havre, 13 janvier 1864.
- Pierrot en prison, parade en 1 acte, par le Grand Jacques, avec trois eaux-fortes de Henry Somm et Frédéric Chevalier, 1876 Texte en ligne
- Le Premier Duel de Pierrot, parade en 1 acte et en vers, par le Grand Jacques, avec trois eaux-fortes de Henry Somm et de Courtois, 1876
- Une maison de fous, comédie en un acte et en vers, avec des eaux-fortes de Henry Somm, 1876
- Bug-Jargal, drame en sept tableaux tiré du roman de Victor Hugo, avec Pierre Elzéar, 1881
- La Mille et Deuxième Nuit, opéra bouffe en trois actes, livret de Paul Burani et Richard Lesclide (sous le nom de Pierre Richard), musique de Lucien Poujade, représenté au Grand Théâtre de Reims, le 27 décembre 1882
- On ne badine pas avec le caoutchouc (s. d.)

Principales éditions
- Les Songes drolatiques de Pantagruel où sont contenues cent vingt figures de l'invention de maître François Rabelais, copiées en fac-simile par Julien Morel sur l'édition de 1565 pour la récréation des bons esprits, avec un texte explicatif et des notes par le Grand Jacques, 1869. Réédition : Le Terrain Vague, Paris, 1959.
- Charles Cros : Le Fleuve, illustrations d’Édouard Manet, Paris, Librairie de l'eau-forte, 1874
- Edgar Allan Poe : Le Corbeau, traduction de Stéphane Mallarmé, illustrations d’Édouard Manet, Paris, R. Lesclide, 1875 Texte en ligne
- Léon Cladel : Les Va-nu-pieds, 1876
- Charles Cros, Nina de Villard, Jean Richepin, Germain Nouveau et al. : Dixains réalistes, 1876. Réédition : Éditions des Cendres, 2000. Texte en ligne

## Source biographique
- André Blavier, préface à La Diligence de Lyon par Richard Lesclide, Éditions du Griot, Boulogne, 1990.